# Chiesa di San Michele Arcangelo (Beverino)
La chiesa di San Michele Arcangelo è un luogo di culto cattolico situato a Corvara, frazione del comune di Beverino, in provincia della Spezia. La chiesa è sede della parrocchia omonima del vicariato della Bassa Val di Vara nella diocesi della Spezia-Sarzana-Brugnato.

## Descrizione e storia
Da una lapide murata nell'edificio si evince che la costruzione della chiesa cominciò a partire dal 10 marzo 1300, sebbene l'attuale edificio sia frutto di un rifacimento del XVIII secolo. Fanno parte della parrocchia anche il santuario della Madonna del Trezzo, nella omonima località, risalente al XVI secolo, che conserva sopra l'altar maggiore una Madonna col Bambino in trono e le Sante Lucia e Apollonia, risalente al 1586, e gli oratori della Natività di Maria e di Sant'Anna.